# Jacqueline Janzen
Jacqueline Janzen (* 29. November 1993 in Villingen-Schwenningen) ist eine deutsche Eishockeyspielerin, die seit 2014 wieder für den Schwenninger ERC in der Frauen-Landesliga Baden-Württemberg spielt.

## Karriere

### Schwenninger ERC und ECDC Memmingen
Jacqueline Janzen begann mit dem Eishockeysport im Alter von acht Jahren im Nachwuchsbereich des Schwenninger ERC. Sie spielte dort bis 2011 vor allem mit männlichen Altersgenossen, unter anderem in der Schüler-Bundesliga, aber auch für die Lady Wings, das Frauenteam des SERC, in der Frauen-Landesliga Baden-Württemberg.
Ab 2011 lief sie, zunächst mit Doppellizenz, in der Fraueneishockey-Bundesliga für den ECDC Memmingen auf. In der Saison 2013/14 war sie mit 37 Punkten sechstbeste Scorerin der gesamten Bundesliga.
Seit 2014 spielt sie wieder für den Schwenninger ERC in der Frauen-Landesliga, der regional organisierten, zweiten deutschen Spielklasse, und gehört dort zu den Leistungsträgern.

### International
Im Alter von 13 Jahren wurde Janzen erstmals für eine Nachwuchsnationalmannschaft nominiert und nahm mit U18-Juniorinnen-Auswahl an den U18-Frauen-Weltmeisterschaften 2009, 2010 und 2011 teil.
Während der Saison 2007/08 debütierte sie im Rahmen des Air Canada Cups für die deutsche Frauen-Nationalmannschaft und gehörte ab 2010 fest zum Kader des Nationalteams.
Ihre erste Frauen-Weltmeisterschaft war die Weltmeisterschaft der Division I 2011, die in Ravensburg ausgetragen wurde. Dort gelang dem Nationalteam der Aufstieg in die Top-Division. Aufgrund mehrerer Verletzungen konnte sie in den folgenden zwei Jahren nicht an den Weltmeisterschaften teilnehmen, absolvierte aber in der vorolympischen Saison alle Vorbereitungsturniere und Trainingslager und unterbrach dafür ihre Schulausbildung. Folgerichtig nahm Janzen im Februar 2014 an den Olympischen Winterspielen im russischen Sotschi teil, wo sie in allen fünf Spielen zum Einsatz kam und ein Tor vorbereitete. Nach dem siebten Platz im olympischen Turnier beendete Janzen ihr Nationalmannschaftskarriere, um sich auf ihr Abitur und das folgende Studium der molekularen und technischen Medizin zu konzentrieren.

## Erfolge und Auszeichnungen
- 2011 Aufstieg in die Top-Division bei der Weltmeisterschaft der Division I

## Karrierestatistik
(Legende zur Spielerstatistik: Sp oder GP = absolvierte Spiele; T oder G = erzielte Tore; V oder A = erzielte Assists; Pkt oder Pts = erzielte Scorerpunkte; SM oder PIM = erhaltene Strafminuten; +/− = Plus/Minus-Bilanz; PP = erzielte Überzahltore; SH = erzielte Unterzahltore; GW = erzielte Siegtore; 1 Play-downs/Relegation; Kursiv: Statistik nicht vollständig)